# 圣帕尔莱沃德
圣帕尔莱沃德（法語：Saint-Parres-lès-Vaudes，發音：[sɛ̃ paʁ lɛ vod]），法国东北部市镇，位于大东部大区奥布省，隶属于特鲁瓦区，其市镇面积为3.08平方公里，2022年1月1日时人口数量为1,079人，在法国市镇中排名第9,392位（2022年）。
圣帕尔莱沃德位于奥布省东南部，塞纳河左岸，多条公路在此交汇。

## 地名来源

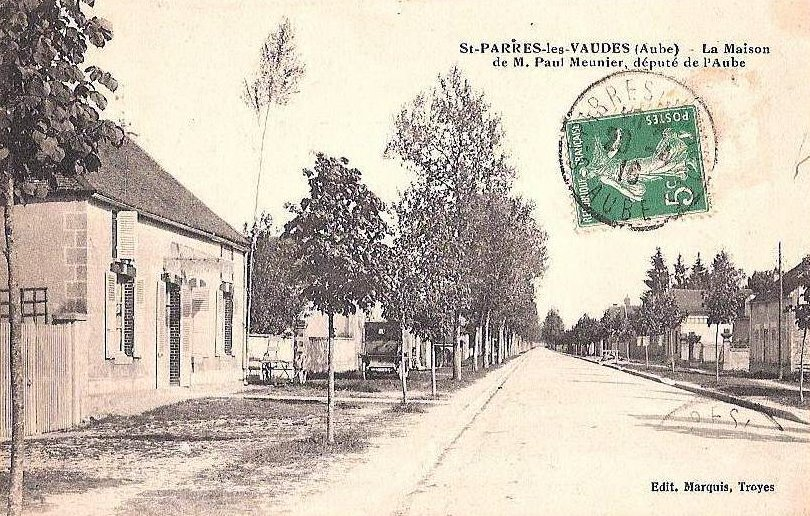
二十世纪初的圣帕尔莱沃德

“Saint-Parres”一名来自同名天主教圣人，他可能曾为特鲁瓦主教区的首位主教。“-lès-Vaudes”意为“沃德附近”，这一后缀可能于十九世纪初被添加，而在此之前该地的官方名称拼写为“Saint-Pares”。

## 历史
圣帕尔莱沃德的早期历史尚不清楚，该地历史上长期为一处普通农业聚落。法国大革命后，圣帕尔莱沃德成为奥布省的一个市镇。工业革命期间，途径圣帕尔莱沃德的铁路和公路相继建成通车。自二十世纪初以来，圣帕尔莱沃德人口数量逐年有所增加。

## 地理

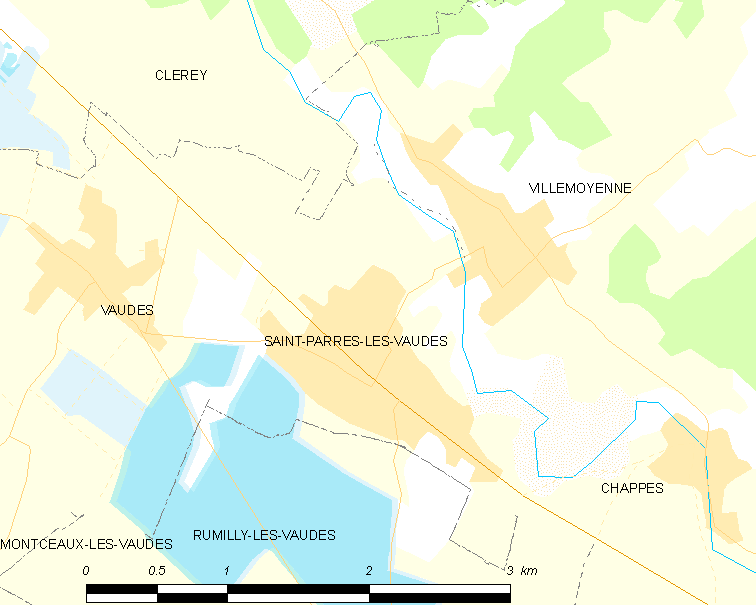
圣帕尔莱沃德市镇范围地图

圣帕尔莱沃德位于法国东北部，大东部大区西南部和奥布省东南部，距离省会特鲁瓦大约18公里。与圣帕尔莱沃德接壤的市镇包括：沙普、克莱雷、吕米伊莱沃德、沃德和维勒穆瓦耶讷。

### 地形
圣帕尔莱沃德位于香槟巴鲁瓦地区腹地，境内以平原为主，市镇中心地势较为平坦，全境海拔在127到135米之间。

### 水文
塞纳河干流自东南向西北流经圣帕尔莱沃德市镇东北界，该河在市镇东部留有一处故道；此外市镇西南部还有大片人工水域。

### 植被
圣帕尔莱沃德属于温带阔叶混交林区，林地多集中分布于河流附近。
在鲜花城市的评比中，圣帕尔莱沃德暂未被评级。

### 自然灾害
圣帕尔莱沃德的地震危险度等级为1级，属于极低危险；氡辐射等级为1级，属于低危险。1982至2025年4月间，圣帕尔莱沃德境内共发生5次有记录的自然灾害，其中4次洪涝。

### 气候
圣帕尔莱沃德在柯本气候分类法中属于带有一定大陆性气候特征的温带海洋性气候（Cfb）。

## 行政区划
圣帕尔莱沃德的市镇编号为10358，邮政编号为10260。
在行政管理方面，圣帕尔莱沃德隶属于法国大东部大区奥布省特鲁瓦区；在地方选举方面，圣帕尔莱沃德隶属于塞纳河畔巴尔县，其市镇范围全境被划入奥布省第二选区；在社会管理方面，圣帕尔莱沃德是香槟巴尔塞卡奈市镇公共社区的组成部分。
截至2025年4月，圣帕尔莱沃德市镇范围内暂无任何安全优先街区及城市政策优先街区。
法国国家统计与经济研究所（简称“INSEE”）在进行数据统计时，未将圣帕尔莱沃德划入任何城市核心区（Unité urbaine），并将包括圣帕尔莱沃德在内的周边共209个市镇划为特鲁瓦城市辐射区。此外，INSEE还将圣帕尔莱沃德市镇整体看作一个“块区”（IRIS），以便于统计人口分布情况。

## 交通

### 公路
奥布省省道D28线、D93B线和D671线在圣帕尔莱沃德境内交汇。大东部大区公共交通（商业名称为“Fluo”）下属的多条奥布省城际客运线路经停布列讷堡，可通往特鲁瓦、塞纳河畔巴尔等地。
2021年，77.3%的圣帕尔莱沃德家庭拥有至少一辆私人汽车。2022年，圣帕尔莱沃德境内共发生各类交通事故1起，造成1人重伤。
| 21 | 9.5 |

| 特鲁瓦 | 18 |

| 塞纳河畔巴尔 | 14 |

| 沙乌斯 | 16 |

### 铁路

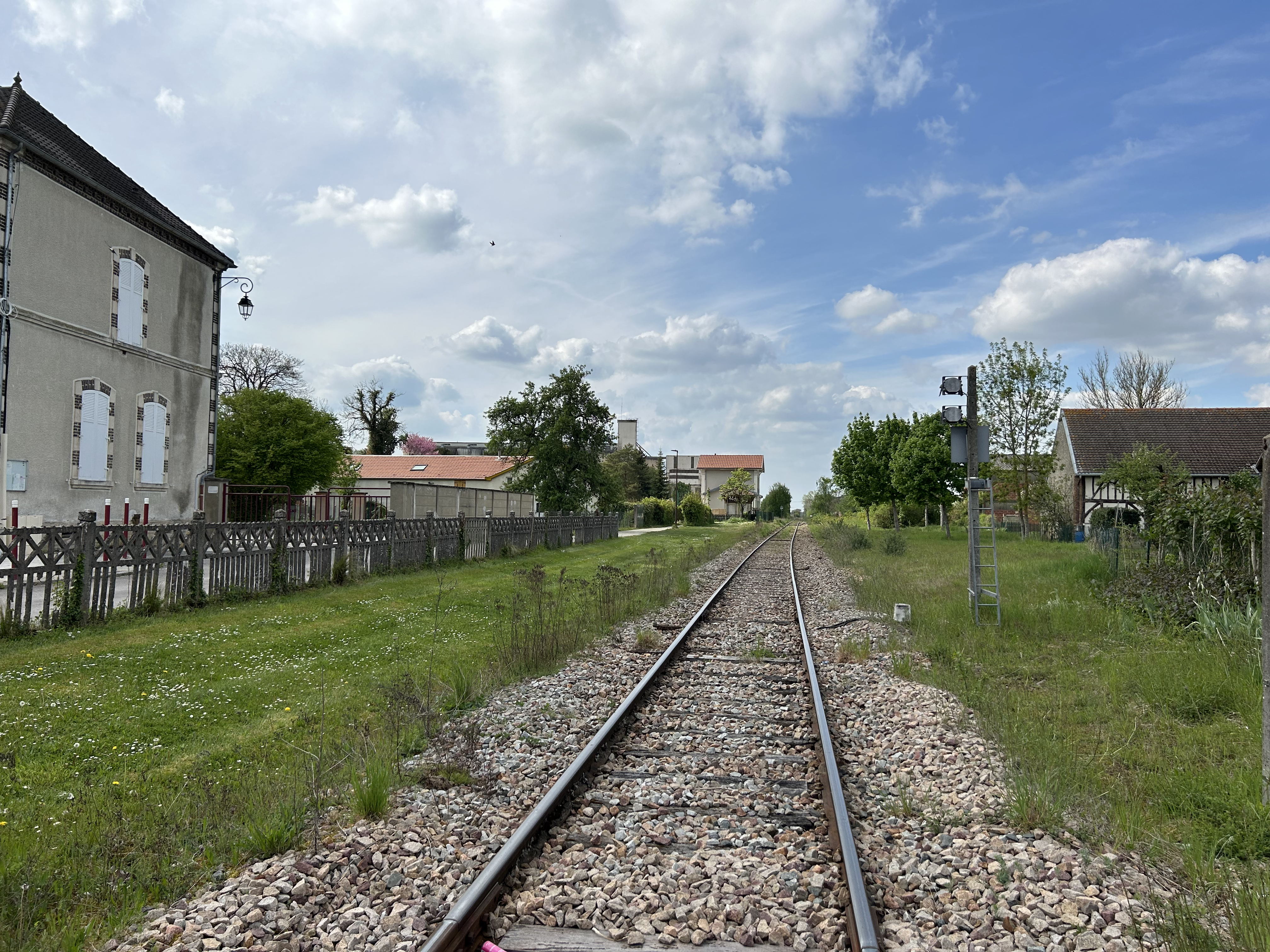
圣帕尔莱沃德境内的特鲁瓦—格雷铁路

圣帕尔莱沃德位于特鲁瓦—格雷铁路上，该铁路现已停止客运服务。
距离圣帕尔莱沃德最近的客运铁路车站为19公里外的特鲁瓦站。该站停靠往返于巴黎和米卢斯之间的区域列车，另有部分车次可直通第戎。

### 航空
圣帕尔莱沃德距离沙隆-瓦特里机场的高速公路里程大约81公里。

### 城市公共交通
截至2025年4月，圣帕尔莱沃德暂无城市公共交通系统。

## 政治

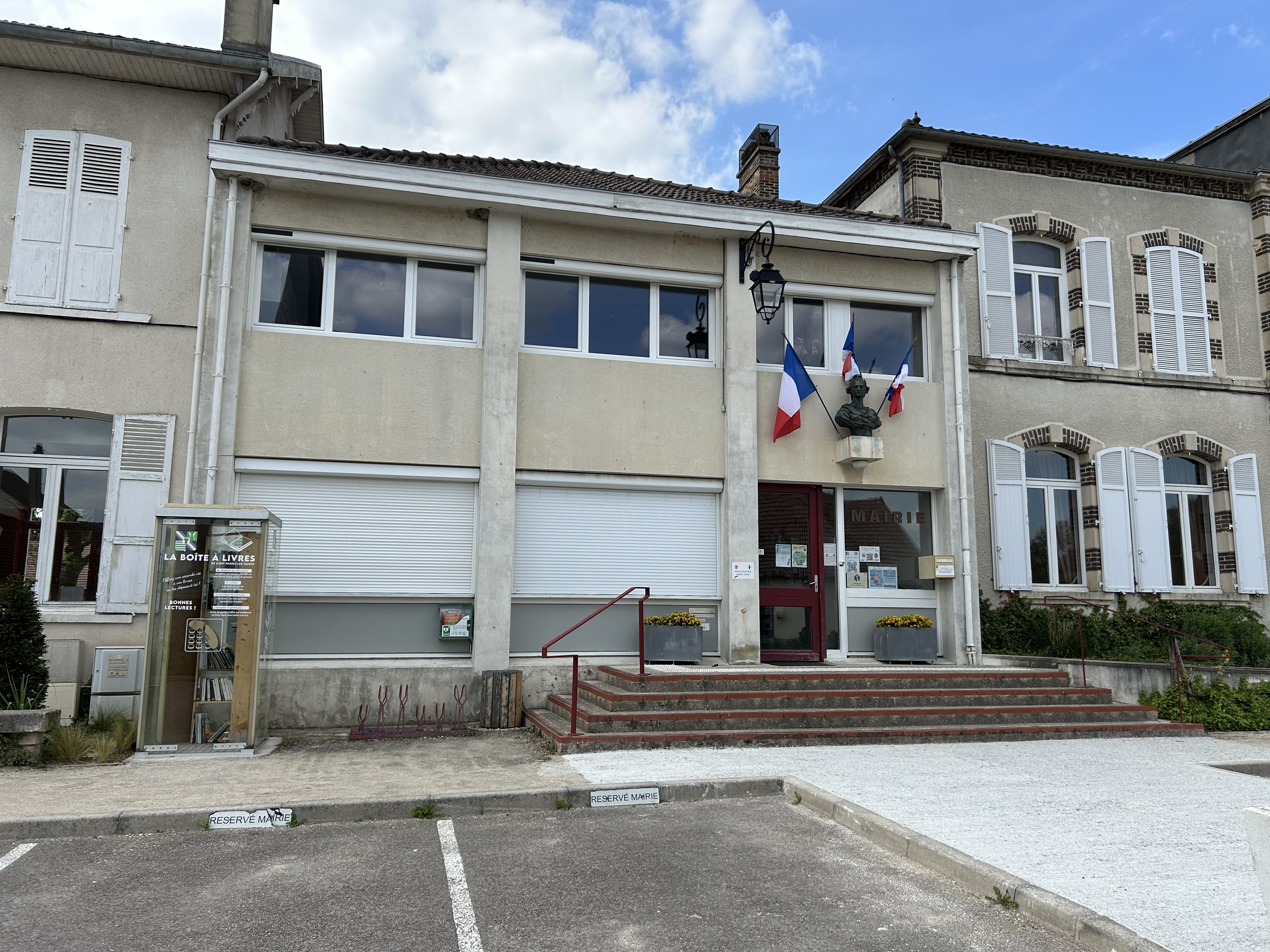
圣帕尔莱沃德市政厅

圣帕尔莱沃德的现任市长为贝尔纳·德拉阿迈德先生（Bernard DE LA HAMAYDE），他是共和党的一名成员，在2020年的市政选举中获得了100%的支持率（无其他候选人）。
在2022年的法国总统大选的第二轮选举中，法国极右翼政党国民阵线主席玛丽娜·勒庞在圣帕尔莱沃德获得了54.25%的支持率。

## 人口
2022年，圣帕尔莱沃德市镇人口数量为1,079，在法国排名第9,392位。其中男性507人，女性559人，75岁及以上人口占10.4%，外籍人口数量为13人，人口密度为350人/平方公里，当地居民被称为（男性）或（女性）。2015至2021年间，圣帕尔莱沃德的人口增长率为0.9%。2022年，圣帕尔莱沃德境内出生9人，死亡人口9人。
| 圣帕尔莱沃德1901年－2022年人口变化情况 |
|                                        |
| 数据来源：Cassini、INSEE               |

## 经济
INSEE于2020年将圣帕尔莱沃德划入特鲁瓦就业区（Zone d'emploi de Troyes），并又于2022年将其划入特鲁瓦生活区（Bassin de vie de Troyes）。截至2025年1月，圣帕尔莱沃德市镇范围内共有各类用人单位（包含自雇）163家，与上一年同期持平；（管道工程）、（金属部件修理）及（管道工程）是当地2022年已公布营业额最高的三个企业，分别为1,879,056欧元、950,516欧元和903,975欧元。

## 财政与居民收入
2023年，圣帕尔莱沃德的财政收入总额为774,690欧元，财政支出总额为640,050欧元，当年的债务总额为60,430欧元。2023年，圣帕尔莱沃德市镇通过增值税获得92,920欧元的收入，此外当地还共获得了37,880欧元的国家直接财政补助。
| 圣帕尔莱沃德居民收入情况                                                                           | 圣帕尔莱沃德居民收入情况 | 圣帕尔莱沃德居民收入情况 | 圣帕尔莱沃德居民收入情况 |
| 内容                                                                                               | 圣帕尔莱沃德             | 奥布省                   | 法國                     |
| -------------------------------------------------------------------------------------------------- | ------------------------ | ------------------------ | ------------------------ |
| 居民平均时薪                                                                                       | 不详                     | 14.6欧元（2022年）       | 17欧元（2022年）         |
| 高级职员人均时薪                                                                                   | 不详                     | 25欧元（2022年）         | 29.1欧元（2022年）       |
| 中级职员人均时薪                                                                                   | 不详                     | 16.5欧元（2022年）       | 16.6欧元（2022年）       |
| 普通职员人均时薪                                                                                   | 不详                     | 11.6欧元（2022年）       | 12.1欧元（2022年）       |
| 工人人均时薪                                                                                       | 不详                     | 12.2欧元（2022年）       | 12.5欧元（2022年）       |
| 贫困率                                                                                             | 不详                     | 16.9%（2021年）          | 14.5%（2021年）          |
| 青壮年（15至64岁）失业率                                                                           | 9.3%（2021年）           | 14.6%（2021年）          | 10.4%（2021年）          |
| 家庭总数                                                                                           | 447（2022年）            | 307（2022年）            | 1,160（2022年）          |
| 征税家庭数量占比                                                                                   | 36.2%（2023年）          | 47.7%（2022年）          | 44.8%（2022年）          |
| 家庭年均纳税                                                                                       | 2,612欧元（2023年）      | 3,026欧元（2022年）      | 4,481欧元（2022年）      |
| *注：INSEE未公布2,000人口以下市镇的部分经济数据。 资料来源：INSEE、L'Internaute、Le Journal du Net |                          |                          |                          |

## 社会事务

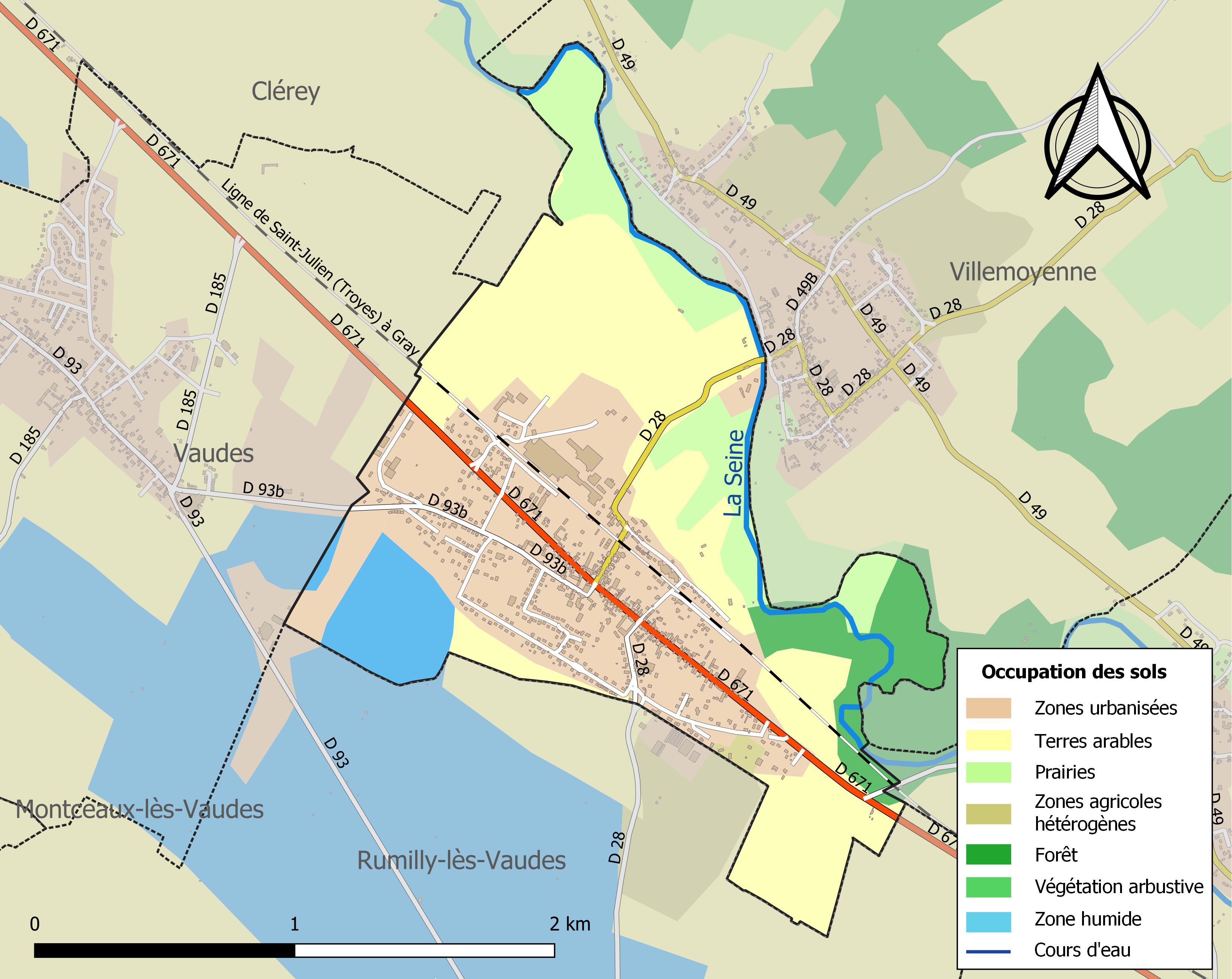
圣帕尔莱沃德土地利用情况地图

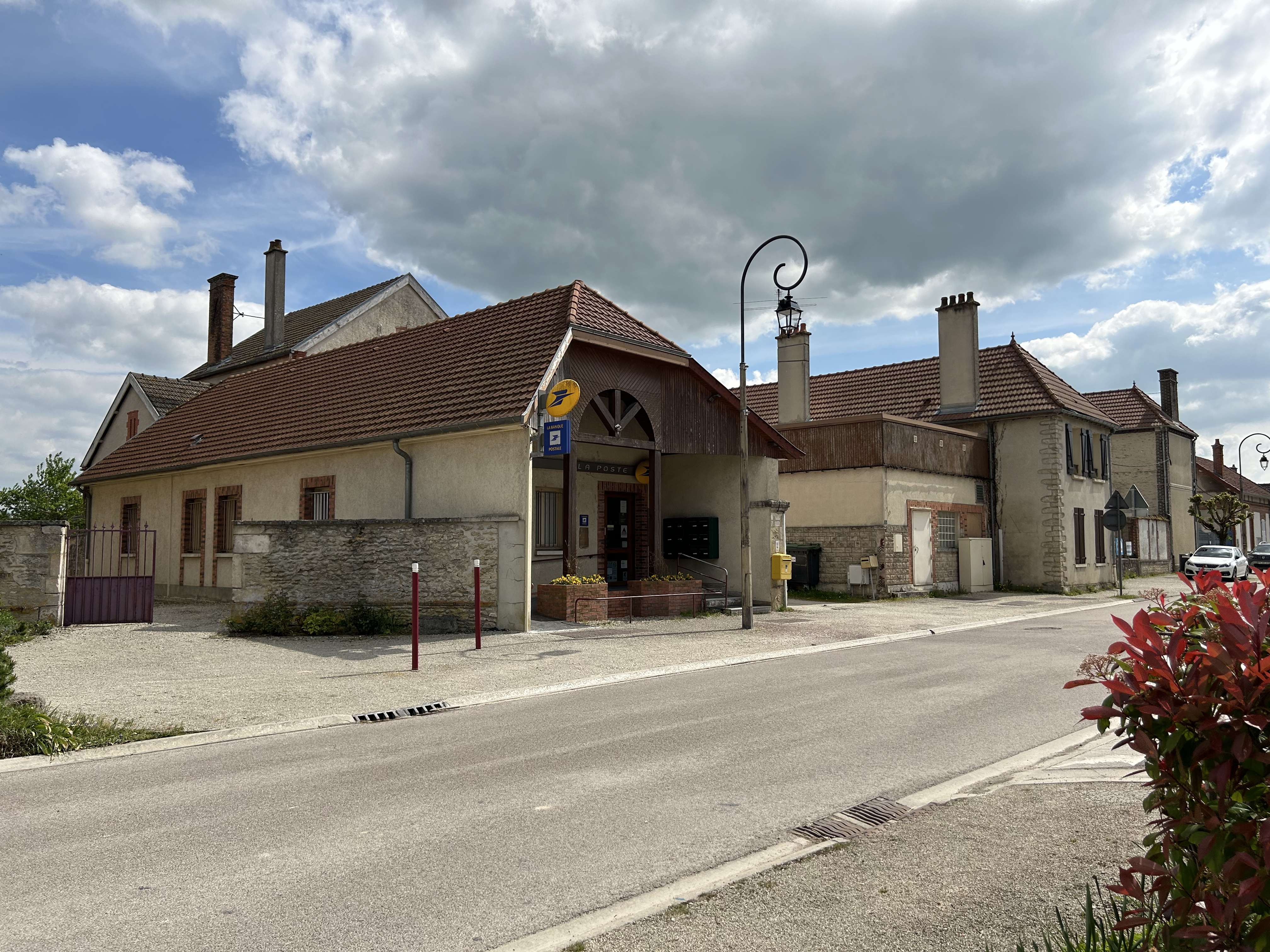
邮局

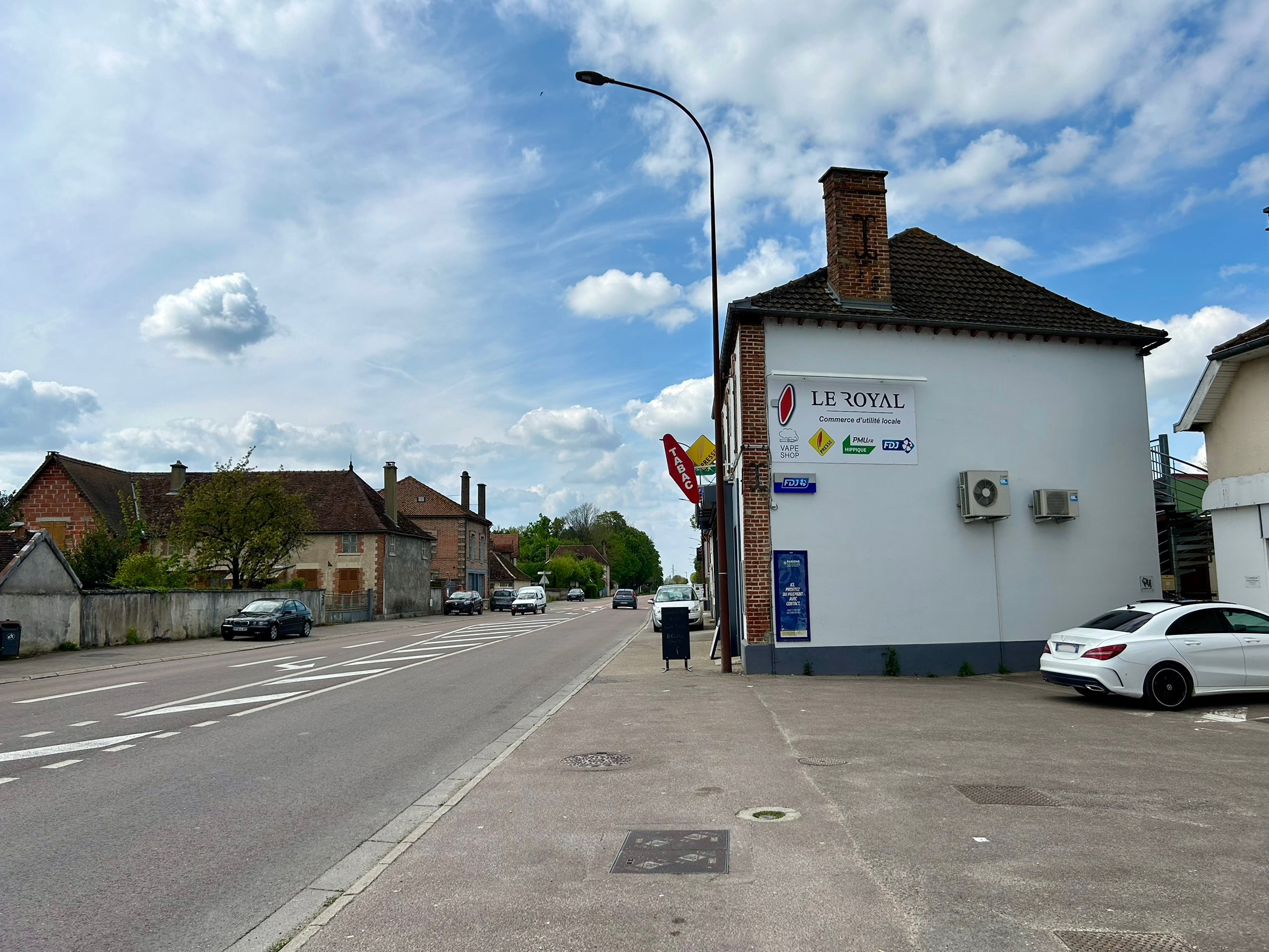
烟酒店

### 教育
圣帕尔莱沃德属于兰斯学区。截至2023年1月1日，圣帕尔莱沃德境内共有1所小学。

### 医疗
截至2023年1月1日，圣帕尔莱沃德境内共有全科医生1名、保健师3名、护士6名、药房1家、养老院1家。
距离圣帕尔莱沃德最近的区域性医疗机构为特鲁瓦中心医院（Centre Hospitalier de Troyes），其主病区西蒙娜·韦伊医院（Hôpital Simone Veil）位于特鲁瓦市区南部，距离圣帕尔莱沃德市区的正常车程大约18分钟，该院设有床位627个，是奥布省规模最大的公立综合性医院。

### 住房
2021年，圣帕尔莱沃德境内共有各类住房529套，其中83.0%为独立式住宅，7.6%为集中式住宅。常住房屋占圣帕尔莱沃德市镇范围内居民建筑总量的90.4%。2023年，圣帕尔莱沃德的居住税率为20.76%，不动产税率为30.83%（其中空置土地的不动产税率为13.68%）。
在住房保障政策方面，2023年，圣帕尔莱沃德境内共有140户家庭获得了家庭津贴补助，受益人数占总人口数量的13.0%，其中0份为房租补助。

### 商业
2021年，圣帕尔莱沃德境内共有各类实体商铺39家，其中餐厅6家、面包房2家、肉铺1家、书店1家、美容美发店3家、汽车维修店1家。

### 体育
2023年，圣帕尔莱沃德境内共有1处网球场以及1处足球或橄榄球场。
截至2025年4月，圣帕尔莱沃德青年体育俱乐部（Jeunesse Sportive Vaudoise，编号502726）是圣帕尔莱沃德境内唯一的一家注册足球俱乐部，其女子足球主队2024至2025赛季参加大东部大区足球联赛乙组，男子主队则同期参加奥布省足球联赛甲组（法国第九级别），其主场为市政球场（Stade Municipal）。

### 环境
圣帕尔莱沃德的环境事务由其所属的香槟巴尔塞卡奈市镇公共社区联合各级政府协调负责。2021年，圣帕尔莱沃德境内暂无污染企业。

### 治安
2023年，圣帕尔莱沃德市镇范围内累计记录各类案件18起，其中盗窃类案件5起，人身侵犯类案件5起，毒品交易类案件2起。

## 文化

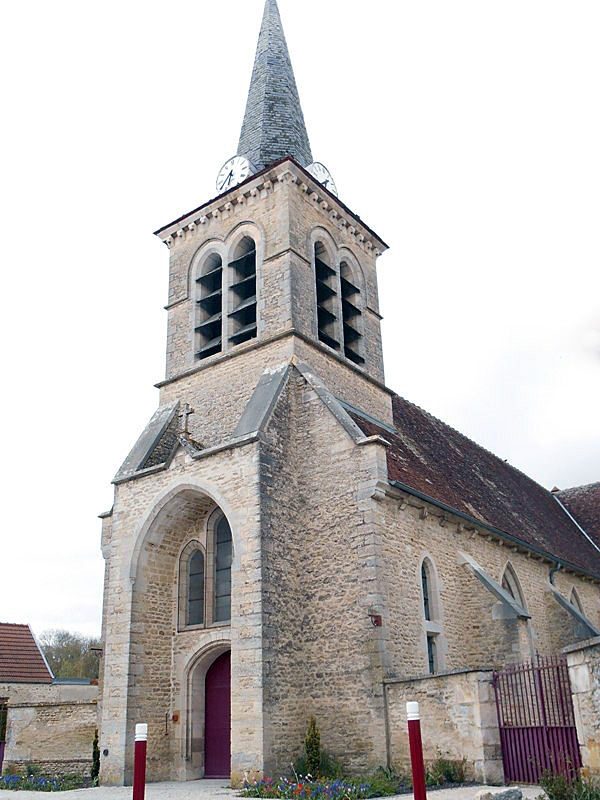
圣帕尔教堂

2021年，圣帕尔莱沃德境内暂无任何文化设施。

### 建筑
截至2025年4月，圣帕尔莱沃德境内暂无法国国家文物保护单位，当地镇中心的圣帕尔教堂（Église Saint-Parre de Saint-Parres-lès-Vaudes）是一处地标性建筑物。

### 旅游
圣帕尔莱沃德的旅游事务由其所属的香槟巴尔塞卡奈市镇公共社区联合各级政府协调负责。2024年，圣帕尔莱沃德境内暂无任何常规游客接待设施。

### 媒体
法国主要的媒体均可在圣帕尔莱沃德接收，法国电视三台下属的大东部大区频道在部分时段播出圣帕尔莱沃德所在奥布省的地方新闻。Canal 32电视台、香槟广播、Ici香槟-阿登、《东部光明报》等是当地主要的地方性媒体。

## 友好城市
截至2025年4月，圣帕尔莱沃德暂未建立任何友好城市关系。